# Зона смерти (серия книг)
«Зо́на сме́рти» — книжная серия от издательства «Эксмо». Независимое продолжение серии S.T.A.L.K.E.R., но во многом на неё похожа.

## Описание вселенной «Зоны смерти»
Взрыв 1986 года сделал Чернобыль символом техногенной катастрофы. Но это было только начало. В 2012 за первым взрывом последовал второй, ну а третий, в 2051 году, навсегда изменил нашу планету. Помимо знаменитой чернобыльской, на карте Евразии образовались ещё 4 аномальных зоны. Теперь хозяевами улиц Москвы и Новосибирска, степей Казантипа и лесов Соснового Бора стали чудовищные механоиды, а люди, попавшие в Пятизонье, были вынуждены сражаться за выживание в техногенном аду. И некоторым удалось вполне к нему приспособиться.

## Книги серии

### Поступили в продажу
1. Андрей Ливадный. Титановая Лоза. — М.: Эксмо, Ноябрь, 2009. — 352 с. — (Зона смерти). — 30 000 экз. — ISBN 978-5-699-38327-6.
2. Роман Глушков. Стальная петля. — М.: Эксмо, Декабрь, 2009. — 384 с. — (Зона смерти). — 25 000 экз. — ISBN 978-5-699-38904-9.
3. Вячеслав Шалыгин. Время огня. — М.: Эксмо, Январь, 2010. — 384 с. — (Зона смерти). — 50 000 экз. — ISBN 978-5-699-38328-3.
4. Алексей Калугин. Ржавчина. — М.: Эксмо, Февраль, 2010. — 382 с. — (Зона смерти). — 50 000 экз. — ISBN 978-5-699-39939-0.
5. Андрей Ливадный. Чёрная пустошь. — М.: Эксмо, Март, 2010. — 352 с. — (Зона смерти). — 50 000 экз. — ISBN 978-5-699-40532-9.
6. Вячеслав Шалыгин. Противостояние. — М.: Эксмо, Апрель, 2010. — 384 с. — (Зона смерти). — 50 000 экз. — ISBN 978-5-699-40984-6.
7. Роман Глушков. Дрожь земли. — М.: Эксмо, 2010. — 384 с. — (Зона смерти). — 25 000 экз. — ISBN 978-5-699-41423-9.
8. Андрей Ливадный. Сталтех. — М.: Эксмо, 2010. — 352 с. — (Зона смерти). — 30 100 экз. — ISBN 978-5-699-42160-2.
9. Вячеслав Шалыгин. Свинцовый шквал. — М.: Эксмо, 2010. — 384 с. — (Зона смерти). — 20 000 экз. — ISBN 978-5-699-42802-1.
10. Дмитрий Казаков. Идеальное отражение. — М.: Эксмо, 2010. — 384 с. — (Зона смерти). — 30 000 экз. — ISBN 978-5-699-43182-3.
11. Фёдор Березин. Допрос с пристрастием. — М.: Эксмо, 2010. — 384 с. — (Зона смерти). — 15 000 экз. — ISBN 978-5-699-43996-6.
12. Александр Зорич, Сергей Челяев. Гипершторм. — М.: Эксмо, декабрь 2010. — 352 с. — (Зона смерти). — 20 100 экз. — ISBN 978-5-699-45762-5.
13. Роман Глушков. Лёд и алмаз. — М.: Эксмо, январь2011. — 384 с. — (Зона смерти). — 20 000 экз. — ISBN 978-5-699-44900-2.
14. Василий Орехов, Юрий Бурносов. Железный Доктор. — М.: Эксмо, март 2011. — 384 с. — (Зона смерти). — 20 000 экз. — ISBN 978-5-699-47699-2.
15. Андрей Ливадный. Точка разлома. — М.: Эксмо, апрель 2011. — 384 с. — (Зона смерти). — 20 000 экз. — ISBN 978-5-699-48234-4.
16. Вячеслав Шалыгин. Жесть. — М.: Эксмо, Май, 2011. — 416 с. — (Зона смерти). — 20 000 экз. — ISBN 978-5-699-48489-8.
17. Роман Глушков. Последний барьер. — М.: Эксмо, Июнь, 2011. — 352 с. — (Зона смерти). — 20 000 экз. — ISBN 978-5-699-49720-1.
18. Вячеслав Шалыгин. Грозовой фронт. — М.: Эксмо. — (Зона смерти).

### Уже вышли
- Роман Глушков. Каратель богов. — М.: Эксмо. — (Зона смерти).
- Андрей Ливадный. Прорыв. — М.: Эксмо. — (Зона смерти).